# 龔慈恩
龔慈恩（英語：Mimi Kung Che Yan；1963年9月17日—），香港女演員以及主持，舊名龔施茜，暱稱公仔，前亞洲電視女藝員；是現任無綫電視非戲劇組合約藝員。現為銀河海潤旗下藝員。

## 背景

### 早年生活
龔慈恩早年於香港島跑馬地黃泥涌道長大，為家中獨女。她的父親為一名會計文員，而母親則為麗的呼聲粵曲部的幕後人員。二人對龔慈恩的管教甚嚴。龔慈恩畢業於聖保祿天主教小學以及新法書院上午校（1978年中五；大坑道校舍），並沒有入讀過其曾就讀小學的直屬中學聖保祿中學。她在讀書階段不能出外遊玩和參加學校旅行活動。但曾是中學校內的合唱團成員；龔慈恩的數學科成績本來很差，因得到老師指導而於1978年香港中學會考中取得A級佳績。直至中六畢業後，她投身社會工作，先學習秘書課程，再任職資深大律師胡漢清律師樓的秘書。之後，報考1984年無綫電視藝員訓練班，成為改制後第一期藝員招募班（只需讀三個月的課程）的學員，與詹秉熙、陳榮峻與楊羚為同學。此前，她因懂得彈鋼琴而曾在求學階段參與拍攝香港電台節目《香蕉船》，擔任「香蕉姐姐」（及後由鄧藹霖擔任）。

### 個人發展
龔慈恩在1984年畢業後在無綫電視參與了一系列連續劇之演出，她第一部作品為電視劇《秋瑾》，之後亦在多部劇集擔演第一女主角，其合約於1990年結束。不久因為想自己的演技有進步而到香港演藝學院進修，同時赴台灣與馬來西亞拍攝當地之連續劇。她在無綫電視工作時期雖有參演一線角色，但形象並不突出，直至1996年再於無綫演出時，於《西遊記》一劇飾演觀音後，其演繹出之慈祥表情，被認為是不易被替代的成功代表作。
2002年，龔慈恩回港，她的女兒林愷鈴亦隨母來港，在香港接受教育。林愷鈴自小學習鋼琴和小提琴，八歲時已考獲八級鋼琴資格，現在做了創作歌手。2018年回巢無綫電視。
近年龔慈恩多次與吳岱融合演夫妻，不少網民指兩人十分合襯，因而受到部份網民歡迎。

### 個人生活
龔慈恩曾有兩段婚姻。1990年，龔慈恩與建築商人霍振華結婚，但她在馬來西亞拍攝劇集完畢返港後發現霍氏有婚外情，所以決定於翌年（1991年）離婚。1999年，她與男藝人林煒在加拿大多倫多註冊結婚後，婚後育有一子一女。二人於拍攝武俠劇《雪山飛狐》時結緣。龔慈恩其後與林煒到台灣生活了兩三年。她曾因婚姻而淡出幕前，近年兒女漸長而復出。2012年加入由杜琪峯導演愛將朱淑儀主理的銀河海潤演藝有限公司，主要在香港、中國大陆接拍電視劇及電影。2015年，龔慈恩的女兒林愷鈴也加入同一經理人公司，正式進入娛樂圈當演員及唱作歌手。龔慈恩於2017年以「自由身」形式拍攝邵氏兄弟劇集。她於2017年古裝劇《那年花開月正圓》當中飾演女主角丈夫的母親「鄭氏」一角時演技出色，因此增加她在中國內地的知名度。
2019年9月，龔慈恩承認已與丈夫林煒分居兩年，並辦理離婚手續。 她接受明周專訪時表示，離婚皆因夫妻分隔兩地，聚少離多，令關係亮出警號。

## 演出作品

### 電影
- 1987年：《良宵花弄月》饰 王小琳
- 1990年：《鬼咬鬼》飾 朱女、《三色梦里人》（电视电影）飾 阿霞
- 1991年：《再世惊魂》饰 阿玲
- 1996年：《太阳火》饰 丁岚
- 2000年：《飞越太平洋》
- 2004年：《寻爹妻》饰 张菁
- 2006年：《天生一对》（客串）
- 2007年：《十分爱》（客串）
- 2009年：《關人7事》（客串）
- 2012年：《2012我愛香港喜上加囍》（客串）
- 2012年：《第6誡》（客串）
- 2013年：《魔術師的寶貝》
- 2014年：《愛。尋。迷》
- 2014年：《恐怖在線》
- 2014年：《男人唔可以窮》
- 2014年：《販賣。愛》
- 2015年：《雛妓》
- 2015年：《五個小孩的校長》
- 2015年：《華麗上班族》
- 2015年：《王家欣》（客串）
- 2016年：《綁架丁丁當》
- 2016年：《三人行》飾 鄔思思(護士長)
- 2016年：《寒戰II》
- 2016年：《導火新聞線》飾 詹瑞華(小巴司機)
- 2018年：《吉屋》
- 2018年：《女皇撞到正》飾 巢嫂
- 2019年：《朝花夕拾芳華絕代 拾芳》
- 2020年：《死因無可疑》
- 2020年：《七人樂隊》
- 2021年：《金錢帝國：追虎擒龍》
- 2021年：《世上只有爸爸好》
- 2023年：《電子靈》飾 梁鳳蘭
- 2023年：《燈火闌珊》飾 劉妙麗
- 2023年：《白日之下》飾 何姑娘
- 2025年：《紅豆》飾 張李秀蓮

### 電視劇
| 年度   | 電視台             | 劇名                                 | 角色                     |
| ------ | ------------------ | ------------------------------------ | ------------------------ |
| 1984年 | 香港無線電視       | 秋瑾                                 | 服部繁子                 |
| 1984年 | 香港無線電視       | 楚留香之蝙蝠傳奇                     | 華真真                   |
| 1985年 | 香港無線電視       | 大香港                               | 舒薇                     |
| 1985年 | 香港無線電視       | 大廈                                 | 李佩琪                   |
| 1985年 | 香港無線電視       | 楊家將                               | 楊四娘                   |
| 1986年 | 香港無線電視       | 銀色旅途                             | 葉素珊                   |
| 1986年 | 香港無線電視       | 薛丁山征西                           | 竇仙童                   |
| 1986年 | 香港無線電視       | 鑽石王老五                           |                          |
| 1987年 | 香港無線電視       | 大城小子                             | 谷梅麗                   |
| 1987年 | 香港無線電視       | 北斗前鋒                             | 謝潔瑩                   |
| 1987年 | 香港無線電視       | 時來運到                             | 李愛                     |
| 1988年 | 香港無線電視       | 留住明天                             | 貝碧瑜                   |
| 1988年 | 香港無線電視       | 嬴單傳奇                             | 蒙吐金                   |
| 1988年 | 香港無線電視       | 洪熙官                               | 王婉冰                   |
| 1988年 | 香港無線電視       | 狙擊神探                             | 倪嘉美                   |
| 1988年 | 香港無線電視       | 奇門鬼谷                             | 司馬靜                   |
| 1989年 | 香港無線電視       | 摩登小寶                             | 周玉珠                   |
| 1989年 | 香港無線電視       | 飛虎群英                             | Anita（婉華）            |
| 1989年 | 香港無線電視       | 還我本色                             | 王佩佩                   |
| 1990年 | 香港無線電視       | 蜀山奇俠                             | 沙艷紅                   |
| 1990年 | 香港無線電視       | 燃燒歲月                             | 玉生煙                   |
| 1991年 | 臺灣、中國大陸合拍 | 雪山飛狐                             | 程靈素/胡一刀之妻 冰雪儿 |
| 1991年 | 馬來西亞HVD        | 豪門劫                               |                          |
| 1992年 | 臺灣中視           | 緣定三生                             |                          |
| 1992年 | 馬來西亞HVD        | 最愛是誰                             | 紀君如                   |
| 1993年 | 臺灣華視           | 包青天之血雲幡傳奇/青龍珠/陰陽判     | 連彩雲/聶小紅/張怡芬     |
| 1993年 | 臺灣台視           | 人間天堂                             | 金明慧                   |
| 1993年 | 馬來西亞HVD        | 蒲公英                               |                          |
| 1994年 | 臺灣華視           | 七俠五義公主逃婚                     | 趙琳公主                 |
| 1995年 | 香港無線電視       | 包青天之叛血忠魂                     | 白水仙                   |
| 1995年 | 臺灣華視           | 國姓爺傳奇                           | 杜小月                   |
| 1995年 | 臺灣中視           | 天师钟馗之紅梅閣                     | 李慧娘                   |
| 1995年 | 馬來西亞HVD        | 雲泥                                 | 車芳芳                   |
| 1996年 | 馬來西亞HVD        | 創業先鋒                             | 方婉婉                   |
| 1996年 | 香港無線電視       | 盞鬼老豆                             | 莊淑賢                   |
| 1996年 | 香港無線電視       | 西遊記                               | 觀音                     |
| 1996年 | 臺灣               | 鄉野奇譚--新鴛鴦蝴蝶夢               | 白小凤                   |
| 1996年 | 臺灣               | 三國英雄傳·關公                      | 黄氏                     |
| 1996年 | 臺灣民視           | 星座女人之射手座--說了再見以後       | 沈亚娴                   |
| 1996年 | 臺灣               | 天地奇英花木兰                       | 胡艳                     |
| 1997年 | 臺灣中視           | 布袋和尚                             | 白如玉                   |
| 1997年 | 香港亞洲電視       | 国际刑警·玉山狙击                    | 小君                     |
| 1997年 | 香港亞洲電視       | 屋企有個肥大佬                       | 莫麗萍                   |
| 1997年 | 香港亞洲電視       | 雪花神劍                             | 聶小鳳                   |
| 1998年 | 臺灣民視           | 舉頭三尺有神明之我是偷渡客           | 楊詠梅                   |
| 1999年 |                    | 刀歌—多情刀                          | 豪姬                     |
| 1999年 | 臺灣華視           | 土地公传奇之将军之爱                 | 郑新怡                   |
| 1999年 | 馬來西亞HVD        | 创世情                               | 康佩筠                   |
| 2000年 | 臺灣網络劇         | 網殺                                 |                          |
| 2000年 |                    | 用盡一生的愛                         | 方良君                   |
| 2001年 | 香港亞洲電視       | 騷東坡                               | 王朝雲                   |
| 2007年 | 香港電台           | 性本善《此情可再》                   | 单亲妈咪李太             |
| 2009年 | 中國大陸南方電視台 | 跟紅頂白大三元                       | 馬玲瓏                   |
| 2010年 | 香港電台           | 一念之間《破曉》                     | 采潔                     |
| 2010年 | 香港電台           | 沒有牆的世界1《獨立宣言》            | 工場主任何姑娘           |
| 2010年 | 马来西亚           | 星光灿烂                             |                          |
| 2011年 | 香港電台           | 一屋住家人                           | 周太                     |
| 2012年 | 香港電台           | 賭海迷徒2012                         | 阿平太太                 |
| 2012年 | 香港電台           | 夜不眠                               | 芳芳                     |
| 2012年 | 香港電台           | 毒海浮生2012                         | 譚太                     |
| 2013年 | 香港電台           | 撕裂                                 | 鍾太                     |
| 2014年 | 香港電台           | 性本善2014《迷宮裡的惡夢》           | Patrick母親              |
| 2014年 | 香港電台           | 醫護人生                             | 護士 陳姑娘              |
| 2014年 | 香港電台           | 自投羅網                             | Apple                    |
| 2014年 | 香港電視           | 選戰                                 | 李芷君                   |
| 2014年 | 香港電視           | 來生不做香港人                       | 蕭淑慧                   |
| 2015年 | 香港電視           | 童話戀曲201314                       | 余詠婷                   |
| 2015年 | 香港電視           | 我阿媽係黑玫瑰                       | 杜凱詠                   |
| 2015年 | 香港電視           | 末日+5                               | 游美玲                   |
| 2015年 | 中國大陸           | 大猫儿追爱记                         |                          |
| 2015年 | 中國大陸           | 向幸福出发 (原名:半步天涯)           | 韓母（客串）             |
| 2016年 | 香港電台           | 獅子山下2016《城中蓬萊》             | 阿玲                     |
| 2016年 | 網絡劇             | 無間道                               | 張鋌妻                   |
| 2017年 | 中國大陸           | 我的1997                             | 李太太                   |
| 2017年 | 中國大陸           | 那年花開月正圓                       | 鄭氏                     |
| 2018年 | 香港電台           | 沒有牆的世界6《小念頭》              | 阿麗                     |
| 2018年 | 邵氏兄弟           | 飛虎之潛行極戰                       | 李英蘭                   |
| 2018年 | 邵氏兄弟           | 守護神之保險調查                     | Eva                      |
| 2018年 | 中國大陸           | 美麗見習生                           | 葉靜怡（客串）           |
| 2019年 | 香港電台           | 星星的孩子《不如在青春擱淺前學生活》 | Jenny                    |
| 2019年 | 香港電台           | 歲月不忘情《只有香如故》             | 許如靜                   |
| 2019年 | 香港無線電視       | 牛下女高音                           | 戴甘靜怡                 |
| 2020年 | 香港無線電視       | 大醬園                               | 席德容                   |
| 2020年 | 香港無線電視       | 使徒行者3                            | 范曉華                   |
| 2020年 | 香港無線電視       | 香港愛情故事                         | 莫少霞                   |
| 2021年 | 香港無線電視       | 寶寶大過天                           | 方楚翹（Diana）          |
| 2021年 | 中國大陸           | 天目危機 (網絡劇)                    | 梅雪燕                   |
| 2021年 | 香港電台           | 快樂從心開始２《更年男女》           | Sophia                   |
| 2021年 | 香港無線電視       | 星空下的仁醫                         | 鍾懷霜（Flora）          |
| 2022年 | 香港電台           | 獅子山下2022《快樂起舞》             | 李婷母親                 |
| 2022年 | 香港無線電視       | 輕·功                                | 繆妙/何索                |
| 2023年 | 香港無線電視       | 法言人                               | 袁春花                   |
| 2023年 | 香港無線電視       | 新聞女王                             | 方羅麗嫦（方太）         |
| 2024年 | 優酷               | 家族榮耀之繼承者                     | 何美瑛                   |
| 2024年 | 香港無線電視       | 異空感應                             | 何淑娟                   |

### 其他
- 1985年：谭咏麟《吻别》MV
- 2016年：懲教署更生微電影《真愛》

## 電視節目

### 亞洲電視
- 2008年：《新春金鼠全攻略》
- 2008年：《師奶你好嘢》

### 無綫電視
- 2024年：《慈善星輝仁濟夜》[12]

## 曾獲獎項與提名
| 年份   | 頒獎典禮             | 劇集         | 獎項               | 結果             |
| 2019年 | 萬千星輝頒獎典禮2019 | 牛下女高音   | 最受歡迎電視女角色 | 提名             |
| 2019年 | 萬千星輝頒獎典禮2019 | 牛下女高音   | 最佳女配角         | 提名（最後五強） |
| 2020年 | 萬千星輝頒獎典禮2020 | 香港愛情故事 | 最佳女配角         | 提名             |

## 外部連結
- 龔慈恩的新浪微博
- 龔慈恩在香港影庫上的簡介
- 龔慈恩在互联网电影资料库（IMDb）上的資料（英文）